# Хаттруп, Дитер
Дитер Хаттруп (Dieter Hattrup)  (* 17 августа 1948 в Херне) является профессором догматики и истории догмы ad personam на теологическом факультете университета в Падерборне.

## Биография
Дитер Хаттруп изучал математику, физику и католическое богословие в Мюнстере, Регенсбурге и Бонне. В 1978 защитил докторскую степень (соответствует российской степени кандидата наук) в области математики. После священнической хиротонии в 1980 году семь лет нёс приходское служение.
В  1986 защитил вторую докторскую степень (соответствует российской степени кандидата богословия) и в 1990 хабилитированного доктора (в российской системе соответствует степени доктора наук) в области католического богословия.
С 1991 года является ординарным профессором догматики и истории догмы ad personam на теологическом факультете в Падерборне.

## Идеи
Характер своего мышления сам Хаттруп обозначает как «сесквистика» (от лат. sesqui = полтора), не сводимая ни с детерминистским монизмом природы, ни с дуализмом свободы и необходимости. "Это взгляд между монизмом и дуализмом. Я беру результаты естественных наук — физики и биологии, однако эти результаты имеют для меня другое значение". Сесквистика Хаттрупа основана на трёх утверждениях:
1. Природа — это та действительность, которую я могу постичь. Бог — это та действительность, которая постигает меня.
2. Истина — это способность сохранять в жизни себя и других; интерес — это ущербная форма истины, при которой я хочу сохранять в жизни только себя.
3. Свобода Бога и человека не наблюдаема непосредственно, в мире она как в театре теней явлена в случайности и необходимости.

## Труды
Большое число сочинений, статей и книг, изданных в Германии и в других странах (приведены некоторые из них):
- Der δ-Operator auf Produkten streng pseudokonvexer Gebiete. Bonner Mathematische Schriften Nr. 107 (Dissertation). Bonn, 1978.– 79 S.

### Книги
- Die Bewegung der Zeit. Naturwissenschaftliche Kategorien und die christologische Vermittlung von Sein und Geschichte. Mit einem Vorwort von C.F. von Weizsäcker. Münster: Aschendorff, 1988. – 296 S.
- Eschatologie. Paderborn: Bonifatius, 1992.– 352 S.
- Ekstatik der Geschichte. Die Entwicklung der christologischen Erkenntnistheorie Bonaventuras. Paderborn: Schöningh, 1993. –341 S.
- Theologie der Erde. Paderborn: Bonifatius, 1994. – 272 S.
- Einstein und der würfelnde Gott. An den Grenzen des Wissens in Naturwissenschaft und Theologie. Freiburg i. Br.: Herder, 2001. – 304 S.; 4. (broschierte) Sonderauflage 2008.
- Die Wirklichkeitsfalle. Vom Drama der Wahrheitssuche in Naturwissenschaft und Philosophie. Freiburg i. Br.: Herder, 2003. – 304 S.
- Carl Friedrich von Weizsäcker – Physiker und Philosoph. Darmstadt: WBG, 2004. – 272 S.
- Frankenberger – Gottbekenntnisse großer Naturforscher. Erweitert und kommentiert von D. Hattrup. Neuauflage. Trier: Paulinus, 2005. – 96 S.
- Der Traum von der Weltformel oder Warum das Universum schweigt. Freiburg i. Br.: Herder, 2006. – 296 S.
- Darwins Zufall oder Wie Gott die Welt erschuf. Freiburg i. Br.: Herder, 2008. – 295 S. ISBN 978-3-451-29930-8
- Freiheit als Schattenspiel von Zufall und Notwendigkeit - Vier Dialoge. Freiburg i. Br.: Herder, 2009 (Februar). – 160 S.
- Die heilsame Sturheit der Kirche. Eine Denkschrift. Freiburg i. Br.: Herder, 2012 - 134 S. ISBN 978-3-451-34128-1